# ویکتور دارسی
ویکتور دارسی (انگلیسی: Victor d'Arcy؛ ۳۰ ژوئن ۱۸۸۷ – ۱۲ مارس ۱۹۶۱) دونده اهل بریتانیا بود.
وی در مسابقات کشوری و بین‌المللی در مجموع برندهٔ ۱ مدال طلا شده‌است.